# Julian de Suède
Julian de Suède (Julian Herbert Folke Bernadotte), prince de Suède et duc de Halland, né le 26 mars 2021 à Danderyd, est un membre de la famille royale de Suède. Troisième fils du prince Carl Philip et de son épouse Sofia Hellqvist, il occupe à sa naissance la septième place dans l'ordre de succession au trône de Suède.

## Famille
Julian de Suède est le troisième fils du prince Carl Philip de Suède (1979) et de Sofia Hellqvist (1984). Par son père, il est le petit-fils du roi Charles XVI Gustave (1946) et de son épouse Silvia Sommerlath (1943) tandis que, par sa mère, ses grands-parents sont Erik Hellqvist (1949) et Marie Rotman (1957).
Il a deux frères aînés, les princes Alexander (2016) et Gabriel de Suède (2017), ainsi qu'une sœur cadette, la princesse Ines de Suède (2025).
Il est également le neveu de la princesse Victoria (1977), héritière du trône de Suède, et de la princesse Madeleine (1982).

## Biographie

### Naissance
Le 11 décembre 2020, il est annoncé que le prince Carl Philip et la princesse Sofia attendent leur troisième enfant. Le prince naît le 26 mars 2021 à 11 h 19, à l'hôpital de Danderyd. À sa naissance, il pèse 3,22 kilogrammes et mesure 49 centimètres. La cérémonie de « confirmation des témoins » a lieu au palais royal de Stockholm, le 28 mars 2021. En raison de la pandémie de Covid-19, cette cérémonie est réalisée numériquement. Comme le veut le protocole, les prénoms et le titre du nouveau-né sont annoncés par le roi Charles XVI Gustave lors d'une réunion du Conseil. Le roi octroie au prince Julian le titre de duc de Halland, précédemment attribué à son oncle, le prince Bertil.
Une messe de Te Deum est ensuite organisée dans la chapelle royale de Stockholm. En raison de la pandémie, seuls le roi, la reine Silvia, le prince Carl Philip, le prince Alexander, Erik et Marie Hellqvist et Lina Hellqvist, sœur de Sofia, sont présents.

### Baptême
Le prince Julian est baptisé au château de Drottningholm, le 14 août 2021. Ses parrains et marraines sont Patrick Sommerlath, cousin germain du prince Carl Philip, Johan et Stina Andersson, amis de ses parents, Jacob Högfeldt, ami de Carl Philip, et Frida Vesterberg, amie de Sofia.

### Rôle monarchique
À la suite d'une décision du roi Charles XVI Gustave du 7 octobre 2019, les enfants du prince Carl Philip n'appartiennent plus à la maison royale et perdent leur traitement d'altesse royale. Julian est ainsi le premier des petits-enfants du monarque à ne pas porter cette qualification à la naissance. Bien que portant le titre de prince, Julian est considéré comme une personne privée et n'est pas destiné à assumer des engagements publics au nom de la Couronne. Il n'aura aucune restriction sur son emploi futur, et ses frais de subsistance ne seront pas couverts par les crédits du Parlement. Julian figure cependant dans l'ordre de succession au trône de Suède, où il occupe la septième place,.

## Titulature

Armoiries du prince Julian, identiques à celles du prince Bertil de Suède.

- Depuis le 26 mars 2021 : prince Julian de Suède, duc de Halland[a].

## Décorations
- Chevalier de l'ordre des Séraphins (26 mars 2021).
- Chevalier de l'ordre de Charles XIII (14 août 2021).

## Hommages
En 2024, une aire de jeux située à Varberg, dans le duché de Halland, est baptisée Prince Julian en référence au jeune prince.

## Quartiers du prince
|  |                                     |  |  |  |  |  |  |  |  |  |  |  |  |  |  |  |
|  | 8. Gustave-Adolphe de Suède         |  |  |  |  |  |  |  |  |  |  |  |  |  |  |  |
|  |                                     |  |  |  |  |  |  |  |  |  |  |  |  |  |  |  |
|  |                                     |  |  |  |  |  |  |  |  |  |  |  |  |  |  |  |
|  | 4. Charles XVI Gustave              |  |  |  |  |  |  |  |  |  |  |  |  |  |  |  |
|  |                                     |  |  |  |  |  |  |  |  |  |  |  |  |  |  |  |
|  |                                     |  |  |  |  |  |  |  |  |  |  |  |  |  |  |  |
|  | 9. Sibylle de Saxe-Cobourg et Gotha |  |  |  |  |  |  |  |  |  |  |  |  |  |  |  |
|  |                                     |  |  |  |  |  |  |  |  |  |  |  |  |  |  |  |
|  |                                     |  |  |  |  |  |  |  |  |  |  |  |  |  |  |  |
|  | 2. Carl Philip de Suède             |  |  |  |  |  |  |  |  |  |  |  |  |  |  |  |
|  |                                     |  |  |  |  |  |  |  |  |  |  |  |  |  |  |  |
|  |                                     |  |  |  |  |  |  |  |  |  |  |  |  |  |  |  |
|  | 10. Walther Sommerlath              |  |  |  |  |  |  |  |  |  |  |  |  |  |  |  |
|  |                                     |  |  |  |  |  |  |  |  |  |  |  |  |  |  |  |
|  |                                     |  |  |  |  |  |  |  |  |  |  |  |  |  |  |  |
|  | 5. Silvia Sommerlath                |  |  |  |  |  |  |  |  |  |  |  |  |  |  |  |
|  |                                     |  |  |  |  |  |  |  |  |  |  |  |  |  |  |  |
|  |                                     |  |  |  |  |  |  |  |  |  |  |  |  |  |  |  |
|  | 11. Alice Soares de Toledo          |  |  |  |  |  |  |  |  |  |  |  |  |  |  |  |
|  |                                     |  |  |  |  |  |  |  |  |  |  |  |  |  |  |  |
|  |                                     |  |  |  |  |  |  |  |  |  |  |  |  |  |  |  |
|  | 1. Julian de Suède                  |  |  |  |  |  |  |  |  |  |  |  |  |  |  |  |
|  |                                     |  |  |  |  |  |  |  |  |  |  |  |  |  |  |  |
|  |                                     |  |  |  |  |  |  |  |  |  |  |  |  |  |  |  |
|  | 12. Stig Hellqvist                  |  |  |  |  |  |  |  |  |  |  |  |  |  |  |  |
|  |                                     |  |  |  |  |  |  |  |  |  |  |  |  |  |  |  |
|  |                                     |  |  |  |  |  |  |  |  |  |  |  |  |  |  |  |
|  | 6. Erik Hellqvist                   |  |  |  |  |  |  |  |  |  |  |  |  |  |  |  |
|  |                                     |  |  |  |  |  |  |  |  |  |  |  |  |  |  |  |
|  |                                     |  |  |  |  |  |  |  |  |  |  |  |  |  |  |  |
|  | 13. Ingrid Nilsson                  |  |  |  |  |  |  |  |  |  |  |  |  |  |  |  |
|  |                                     |  |  |  |  |  |  |  |  |  |  |  |  |  |  |  |
|  |                                     |  |  |  |  |  |  |  |  |  |  |  |  |  |  |  |
|  | 3. Sofia Hellqvist                  |  |  |  |  |  |  |  |  |  |  |  |  |  |  |  |
|  |                                     |  |  |  |  |  |  |  |  |  |  |  |  |  |  |  |
|  |                                     |  |  |  |  |  |  |  |  |  |  |  |  |  |  |  |
|  | 14. Janne Rotman                    |  |  |  |  |  |  |  |  |  |  |  |  |  |  |  |
|  |                                     |  |  |  |  |  |  |  |  |  |  |  |  |  |  |  |
|  |                                     |  |  |  |  |  |  |  |  |  |  |  |  |  |  |  |
|  | 7. Marie Rotman                     |  |  |  |  |  |  |  |  |  |  |  |  |  |  |  |
|  |                                     |  |  |  |  |  |  |  |  |  |  |  |  |  |  |  |
|  |                                     |  |  |  |  |  |  |  |  |  |  |  |  |  |  |  |
|  | 15. Britt Dahlberg                  |  |  |  |  |  |  |  |  |  |  |  |  |  |  |  |
|  |                                     |  |  |  |  |  |  |  |  |  |  |  |  |  |  |  |
|  |                                     |  |  |  |  |  |  |  |  |  |  |  |  |  |  |  |